# 김해중앙여자고등학교
김해중앙여자고등학교(金海中央女子高等學校)는 대한민국 경상남도 김해시 동상동에 있는 사립 고등학교이다.

## 학교 연혁
- 1995년 11월 15일 : 김해중앙여자고등학교 설립 인가(12학급)
- 1996년 1월 11일 : 초대 홍종석 교장 취임
- 1996년 3월 4일 : 개교 및 제1회 입학식 거행
- 1998년 9월 16일 : 유도부(여자부) 교기 지정
- 1999년 2월 11일 : 제1회 졸업식 거행
- 2003년 ~ 2007년 : 만학관 5층 완성 개관
- 2007년 9월 1일 : 창순관(체육관 및 급식소) 개관
- 2010년 3월 1일 : 18학급 인가
- 2013년 3월 4일 : 효촌관 개관
- 2016년 9월 1일 : 제4대 민후기 교장 취임
- 2019년 3월 4일 : 2019학년도 입학식 거행 128명
- 2022년 12월 30일 : 제25회 졸업식 거행 120명(총 졸업학생수 4,511명)
- 2023년 3월 2일 : 2023학년도 신입생 입학 90명

## 참고 자료
- 김해중앙여자고등학교 - 한국교육학술정보원 학교알리미